# Suurijärvi (sjö i Suonenjoki, Norra Savolax, 62,58 N, 27,46 Ö)
Suurijärvi är en sjö i kommunerna Suonenjoki och Leppävirta i landskapet Norra Savolax i Finland. Sjön ligger 102,7 meter över havet. Den är 26 meter djup. Arean är 1,05 kvadratkilometer och strandlinjen är 9,15 kilometer lång. Sjön  ingår i Vuoksens huvudavrinningsområde.   Den ligger omkring 35 kilometer söder om Kuopio och omkring 300 kilometer norr om Helsingfors. 